# میریام اشمیت
میریام اشمیت (Mirjam Schmidt) (متولد ۱۹۷۷) سیاستمدار آلمانی اتحاد ۹۰/سبزها است که از سال ۲۰۱۹ به عنوان نماینده مجلس ایالتی هسن مشغول به کار است.

## زندگی
میریام اشمیت در مونیخ (۱۹۹۸-۲۰۰۴)و فرانکفورت(۲۰۰۴-۲۰۰۷) در رشته تاریخ هنر، تاریخ و آموزش و پرورش  تحصیل کرد و با مدرک کارشناسی ارشد فارغ التحصیل شد. پس از کار به عنوان دستیار و مدیر در گالری Voges در فرانکفورت، در سال ۲۰۱۰ به دفتر معماری Meixner Schlüter Wendt پیوست، و علاوه بر دستیار مدیر، مسئول مطبوعات و روابط عمومی نیز بود. میریام اشمیت از سال ۲۰۱۳ تا ۲۰۱۸ دستیار شخصی کریستوف مکلر و رئیس ارتباطات در موسسه آلمانی طراحی شهری در فرانکفورت بود.به تازگی، او به عنوان مشاور  در بخش سوم منابع انسانی و بهداشت شهر فرانکفورت مشغول به کار است.
او از سال ۲۰۱۶ عضو حزب اتحاد ۹۰/سبزها است. در پی انتخابات ایالتی هسن در سال ۲۰۱۸ عضو پارلمان ایالت هسن شد.او از حوزه انتخاباتی فرانکفورت IV شرکت کرد و ۱۰۶۴۷ رای (۲۵.۷٪) به دست آورد. در نهایت او از طریق لیست ایالتی حزبش وارد پارلمان ایالتی هسن شد.

## لینک های خارجی
- Seite beim Hessischen Landtag
- Biografische Kurznotiz, S. 8.
- Hessisches Statistisches Landesamt: Statistische Berichte. Die Landtagswahl in Hessen am 28. Oktober 2018. Vorläufige Ergebnisse, S. 20.